# Carolina (película de 1934)
Carolina es una comedia romántica de 1934 dirigida por Henry King e interpretada por Janet Gaynor, Lionel Barrymore y Robert Young.

## Argumento
Durante la reconstrucción tras la Guerra Civil, la familia Connelly vuelve a su antigua gloria cuando Will Connelly se casa con una granjera yanqui, Johanna Tate pese a las objeciones de su temperamental padre Bob Connelly.

## Reparto
- Janet Gaynor como Johanna Tate.
- Lionel Barrymore como Bob Connelly.
- Robert Young como Will Connelly.
- Henrietta Crosman como Mrs. Ellen Connelly
- Richard Cromwell como Allan.
- Mona Barrie como Virginia Buchanan.
- Stepin Fetchit como Scipio.
- Russell Simpson como Richards.
- Ronnie Cosby como Harry Tate.
- Jackie Cosbey como Jackie Tate.
- Almeda Fowler como Geraldine Connelly.
- Stephen Chase como Jack Hampton.